# La Purísima, Tarandacuao
La Purísima är en ort i Mexiko.   Den ligger i kommunen Tarandacuao och delstaten Guanajuato, i den södra delen av landet, 160 km väster om huvudstaden Mexico City. La Purísima ligger 1 957 meter över havet och antalet invånare är 586.
Terrängen runt La Purísima är kuperad söderut, men norrut är den platt. Runt La Purísima är det ganska tätbefolkat, med 104 invånare per kvadratkilometer. Närmaste större samhälle är Maravatío, 12,8 km sydost om La Purísima. Trakten runt La Purísima består till största delen av jordbruksmark.